# Ola Nilsson (Rennfahrer)
Ola Nilsson (* 15. September 1987) ist ein schwedischer Automobilrennfahrer.

## Karriere
Ola Nilsson fuhr von 2003 bis 2007 in verschiedenen skandinavischen Kartserien. Im Kristianstad KK Grande Finale gewann er in den Jahren 2005 bis 2007 dreimal in Folge das Rennen. In der Schwedischen Kartmeisterschaft erreichte er 2005 mit dem vierten Platz in der ICC-Wertung sein bestes Ergebnis in der Serie.
2008 und 2009 startete er im Ginetta G20 Cup Schweden. Dort wurde er in der ersten Saison Vizemeister und gewann im Folgejahr die Meisterschaft. In der Ginetta G20 Eurocup Trophy erzielte er 2009 den zweiten Gesamtplatz.
Danach wechselte er in den Volkswagen-Markenpokal Volkswagen Scirocco R-Cup. Hier ging er von 2010 bis 2012 an den Start und wurde 2011 Zweiter im Endklassement. In seinem letzten Jahr in der Serie wurde er Meister.
In der Saison 2013 startete er im Porsche Carrera Cup Skandinavien und beendete diese mit dem Vizemeister-Titel. 2018 und 2022 ging er in der Rennserie abermals an zwei Rennwochenenden an den Start. 2014 wechselte Nilsson in den Porsche Carrera Cup Deutschland und wurde 19. in der Gesamtwertung.
In den Jahren 2015 und 2017 fuhr er in der Swedish GT Series und erziele 2015 mit dem zweiten Gesamtplatz sein bestes Ergebnis in der Serie.